# Adéla z Frioul
Adéla z Frioul též Adéla Pařížská (francouzsky Adélaïde de Frioul, 850/853 ?– 10. listopadu 901, Laon) byla druhá manželka západofranského krále Ludvíka II. Koktavého.

## Život
Adéla byla dcerou Adalharda Pařížského, furlanského markýze. Jejím dědou byl Beggo, hrabě pařížský. Adélina babička, Beggova manželka Alpais, byla nelegitimní dcerou Ludvíka I. Pobožného a jeho neznámé milenky.
Adélu vybral Karel II. Holý jako nevěstu pro svého syna Ludvíka. Ten se ale, navzdory vůli otce, tajně oženil s Ansgardou Burgundskou. Ačkoliv již měli několik dětí, Karel II. dosáhl u papeže Jana VIII. anulování manželství a Ludvík si v únoru 875 musel vzít Adélu.
Nicméně nové manželství vyvolávalo otázku blízkého pokrevního příbuzenství obou partnerů. Když 7. září 878 papež korunoval Ludvíka II. západofranským králem, Adélu korunovat odmítl.
Když Ludvík II. zemřel na jaře 879, neměl s Adélou žádného mužského dědice. Vdova ale byla těhotná a na podzim téhož roku porodila syna Karla. Jeho narození vedlo ke sporu Adély s Ansgardou, první Ludvíkovou manželkou, která s ním měla dva syny. Ti ji se svou matkou obvinili s cizoložství. Oba se nakonec stali králi, oba však zemřeli po několika letech bez dědiců. Adélin syn Karel se ale také stal králem (898), při korunovaci mu pomáhala i matka.
Adéla zemřela roku 901 v Laonu.